# Ben Turpin

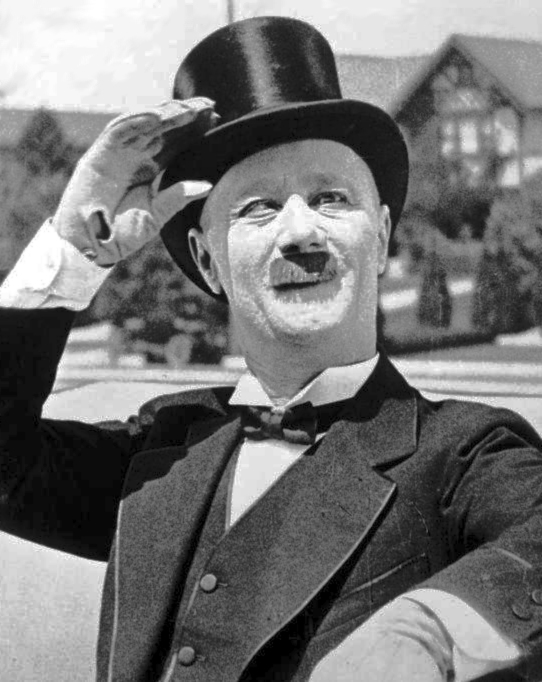
Ben Turpin in A Blonde’s Revenge (1926)

Ben Turpin (* 19. September 1869 in New Orleans, Louisiana; † 1. Juli 1940 in Santa Monica, Kalifornien; bürgerlich Bernard Turpin) war ein US-amerikanischer Komiker, der hauptsächlich in der Stummfilmzeit aktiv war. Sein markantes Aussehen war geprägt durch sein stark schielendes rechtes Auge und einen buschigen Schnurrbart. Obwohl Turpin in Presseveröffentlichungen bis zu fünf Jahre „jünger gemacht“ wurde, war im US-Zensus (seit 1870) sein Geburtsjahr regelmäßig mit 1869 angegeben. Auf seinem künstlerischen Höhepunkt in den 1920er Jahren war er mit seinen über 50 Jahren weitaus älter als die anderen Starkomiker jener Zeit. Er wirkte in rund 240 Filmen mit.

## Leben
Ben Turpin wurde als Sohn eines französischstämmigen Konditoreibesitzers geboren und startete seine Komiker-Karriere im Vaudeville-Theater und im Zirkus. Einer der von ihm dargestellten Charaktere war die damals sehr populäre Comicstrip-Figur Happy Hooligan, bei deren Verkörperung er sich durch einen Unfall das Schielen zuzog, welches zu seinem Markenzeichen wurde. Später ließ er seine Augen mit einer Summe von 25.000 US-Dollar bei Lloyd’s of London versichern.
1907 heiratete Turpin seine zweite Frau (über die Daten seiner ersten Ehe ist nichts bekannt) und gab im selben Jahr sein Filmdebüt als Hauptdarsteller des Kurzfilms An Awful Skate, or The Hobo on Rollers, der ersten Veröffentlichung der Chicagoer Produktionsfirma Essanay. In den folgenden zwei Jahren war er in mehreren kleineren und größeren Rollen zu sehen und arbeitete für das Studio auch als Hausmeister. Sein Stil war purer Slapstick und wie viele seiner Kollegen verfügte er auch über akrobatische Fähigkeiten. Beispielsweise konnte er sich eindrucksvoll fallen lassen, indem er vor dem Fall einen halben Salto machte. 1909 drehte er den Kurzfilm Mr. Flip, die erste bekannte Komödie der Filmgeschichte, in der jemand eine Torte ins Gesicht bekommt. Sie wird allerdings nicht geworfen, sondern Turpin ins Gesicht gedrückt.
Nach einem vierjährigen Abstecher zurück ins Vaudeville kehrte der Komiker Ende 1913 zur Essanay zurück und war dort in den Jahren 1914/15 fester Bestandteil der Sweedie-Reihe mit Wallace Beery. 1915 wurde der Versuch unternommen, ihn mit dem Essanay-Neuzugang Charlie Chaplin zu kombinieren. Leider entwickelte sich zwischen den beiden grundverschiedenen Komikern keine „Chemie“ und nach den beiden mediokren Kurzfilmen His New Job und A Night Out wurde Turpin in The Champion nur noch als Statist besetzt. Nach Chaplins Weggang von Essanay trat Turpin 1916 schließlich noch in der vom Studio nachträglich bearbeiteten und sinnfrei gestreckten Fassung von Charlie Chaplins Carmen-Parodie auf.
Bevor er einige Filme für die Mutual-Tochtergesellschaft Vogue drehte, war Turpin 1915 durch Chaplins Vermittlung auch kurzzeitig für Mack Sennetts Keystone Studios tätig, konnte dort aber nicht recht Fuß fassen und wurde schließlich gefeuert. Als Sennett jedoch 1917 Keystone verlassen wollte, um seine eigene Firma zu gründen, riet ihm der damalige Gagman und spätere Regisseur Del Lord, den schielenden Komiker zurückzuholen. Laut Turpin war Lord außerdem eine große Hilfe bei der Findung seiner endgültigen Leinwandpersönlichkeit. Im zweiten Anlauf klappte es nun mit Turpin und Sennett und es begann eine sehr erfolgreiche Zusammenarbeit für die neuen Mack Sennett Comedies.
Von 1917 bis Mitte der 1920er Jahre war Turpin mit seinen Kurzfilmen gut im Geschäft und wirkte zudem in Sennetts All-Star-Filmen Yankee Doodle in Berlin (1919) und Down on the Farm (1920) mit. Später war er auch in drei eigenen Langfilm-Vehikeln zu sehen: Married Life (1920, in diesem verlorenen Film hörte Turpin erstmals auf seinen häufig verwendeten Rollennamen „Rodney St. Clair“), A Small Town Idol (1921) und The Shriek of Araby (1923). Zu einer Spezialität des Komikers wurde das Parodieren bekannter Filme: Mit The Shriek of Araby persiflierte er Der Scheich mit Rudolph Valentino, in A Prodigal Bridegroom (1926) verulkte er den Elfentanz aus Chaplins Sunnyside. Auch Douglas Fairbanks, William S. Hart (Yukon Jake, 1924) und vor allem Erich von Stroheim (u. a. Three Foolish Weeks, 1924) waren Opfer seiner Slapstick-Attacken. Zu seinen gelungensten und bekanntesten Kurzfilmen gehören A Clever Dummy (1917), Bright Eyes (1922) und The Daredevil (1923).
Auf dem Höhepunkt seines Erfolgs stellte Turpin die Karriere aufgrund des Gesundheitszustands seiner Frau hintan. Sie starb 1925 und im darauffolgenden Jahr heiratete er ein drittes Mal. Er setzte seine Filmarbeit fort, doch seine große Zeit war vorüber. Die Zusammenarbeit mit Sennett endete 1927, es folgten noch einige Kurzfilme für die Weiss Brothers, ein Low-Budget-Studio für abgehalfterte Komiker wie Snub Pollard und Jimmy Aubrey. Die Einführung des Tonfilms versetzte Turpins Starkarriere schließlich den Todesstoß. Da er beizeiten in Immobilien investiert hatte, brauchte er sich um seine Finanzen allerdings keine Sorgen zu machen.
Bis zu seinem Tod trat Turpin noch regelmäßig in kleinen Rollen auf, die er sich gut bezahlen ließ, z. B. in Ernst Lubitschs Liebesparade (1929), im Laurel-und-Hardy-Kurzfilm Die Braut wird geklaut (1931) und als stummer Running Gag in Million Dollar Legs (1932, mit Jack Oakie und W.C. Fields). Im Musical The Show of Shows (1929) wirkte er neben Komiker-Kollegen wie Lloyd Hamilton und Lupino Lane bei der Nummer „What’s Become of the Florodora Boys?“ mit. Neben anderen einstigen Komiker-Größen trat er auch in zwei nostalgischen Hommagen an die Stummfilmkomödie auf, dem Kurzfilm Keystone Hotel (1935, mit Ford Sterling, Chester Conklin, Hank Mann, Leo White u. a.) und dem Langfilm Hollywood Cavalcade (1939, mit Buster Keaton, Conklin, Mann, Snub Pollard, James Finlayson u. a.). Einen letzten kurzen Cameo-Auftritt absolvierte er in Laurel und Hardys Auf hoher See (1940). Er sollte zudem in Chaplins Der große Diktator (1940) mitspielen; dazu kam es aber nicht mehr, da er vorher starb.

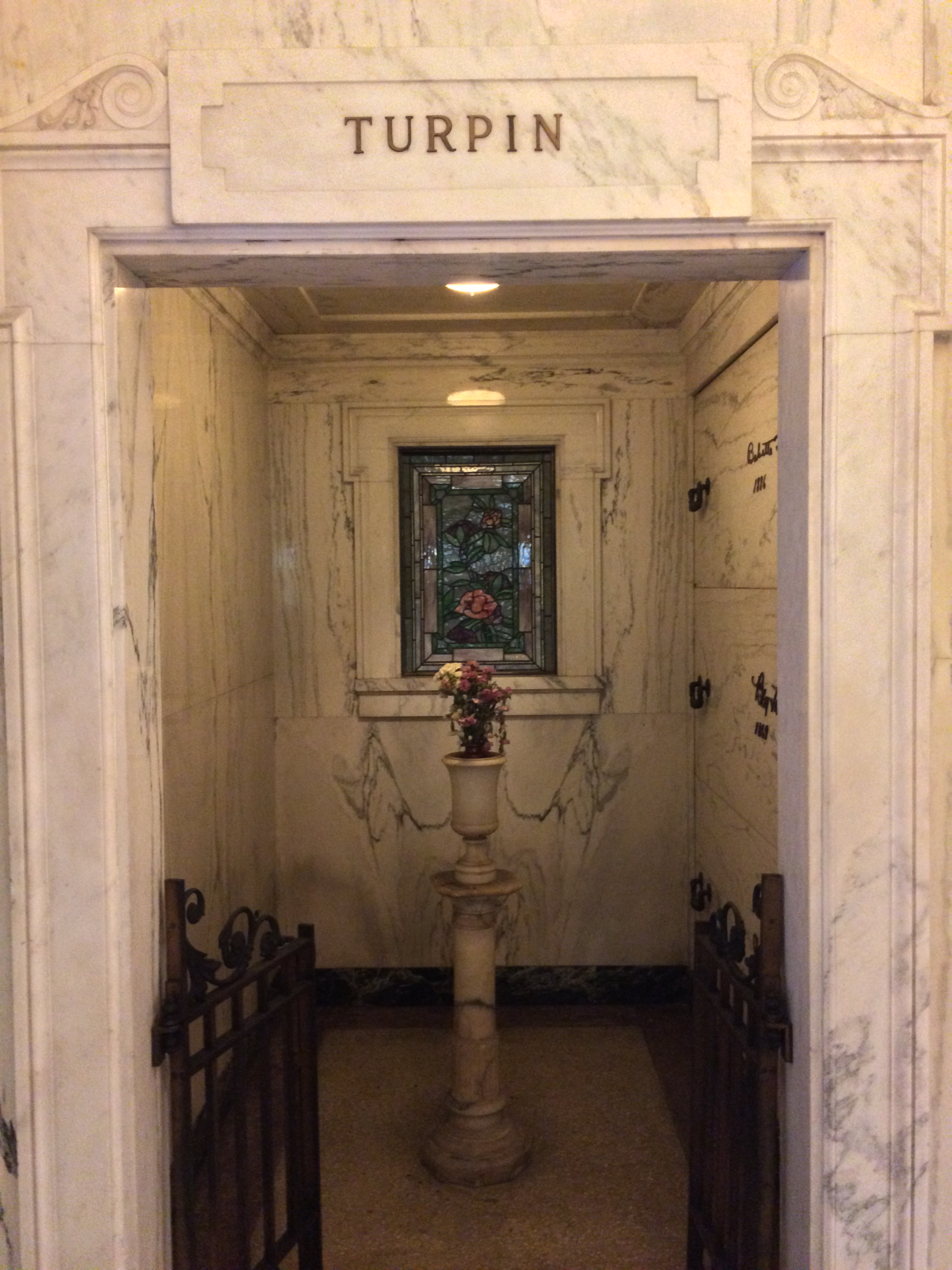
Grabraum von Ben Turpin im Memorial Park Glendale

1940 erlag der Komiker im Alter von 70 Jahren einem Herzleiden. Zu seinen Sargträgern bei der Beerdigung gehörten Billy Bevan, Andy Clyde, James Finlayson und Charlie Murray; Charlie Chaplin schickte ein Riesengebinde aus Rosen. Turpin liegt auf dem Forest Lawn Memorial Park in Glendale, Kalifornien begraben.
In Deutschland waren die Filme des Komikers in den 1970er Jahren Bestandteil der Fernsehserie Väter der Klamotte. Die im Abspann zu sehende berühmte Großaufnahme Turpins mit Waschbär-Trappermütze und rotierenden Pupillen entstammt wie auch die Szene mit dem hüpfenden Auto und dem Stier dem Kurzfilm The Daredevil.

## Filmografie

### Essanay-Kurzfilme (Auswahl)
- 1909: Mr. Flip
- 1915: His New Job
- 1915: Eine verbummelte Nacht (A Night Out)
- 1915: Der Champion (The Champion)
- 1916: Charlie Chaplins Carmen-Parodie (A Burlesque on Carmen)

### Sennett-Filme (Auswahl)
- 1917: A Clever Dummy
- 1917: Are Waitresses Safe?
- 1919: Yankee Doodle in Berlin (Langfilm)
- 1920: Down on the Farm (Langfilm)
- 1921: A Small Town Idol (Langfilm)
- 1922: Bright Eyes
- 1923: The Shriek of Araby (Langfilm)
- 1923: The Daredevil
- 1924: Ten Dollars or Ten Days
- 1924: Yukon Jake
- 1926: A Prodigal Bridegroom
- 1926: A Harem Knight
- 1927: The Pride of Pikeville

### Weiss-Kurzfilme (Auswahl)
- 1928: The Eyes Have It
- 1928: The Cockeyed Family
- 1929: The Cock-Eyed Hero

### Als Kleindarsteller/Gaststar (Auswahl)
- 1929: Liebesparade
- 1929: The Show of Shows
- 1931: Cracked Nuts
- 1931: Die Braut wird geklaut (Our Wife) (Kurzfilm)
- 1932: Lighthouse Love (Kurzfilm)
- 1932: Make Me a Star
- 1932: Beine sind Gold wert (Million Dollar Legs)
- 1935: Keystone Hotel (Kurzfilm)
- 1939: Damals in Hollywood (Hollywood Calvacade)
- 1940: Auf hoher See (Saps At Sea)

## Rezeption
Auch wenn er nie dieselbe Popularität wie Chaplin, Keaton, Lloyd oder Laurel und Hardy erreichte, wurde Turpin dennoch eine einflussreiche und symbolträchtige Person der Slapstick-Stummfilm-Ära. Als 1949 die Life-Ausgabe mit James Agees berühmtem Artikel Comedy’s Greatest Era erschien, prangte auf dem Titelbild nicht das Konterfei von Chaplin, Keaton oder Lloyd, sondern das von Ben Turpin.
Turpin wurde im 1909 erschienenen Film Mr. Flip der erste Komiker, der nachweislich eine Torte ins Gesicht bekam, auch wenn sie nicht geworfen wurde.